# Йорданово (Любуське воєводство)
Йорданово (пол. Jordanowo) — село в Польщі, у гміні Свебодзін Свебодзінського повіту Любуського воєводства.
Населення — 679 осіб (2011).
У 1975-1998 роках село належало до Зеленогурського воєводства.

## Демографія
Демографічна структура станом на 31 березня 2011 року:
|          | Загалом | Допрацездатний вік | Працездатний вік | Постпрацездатний вік |
| -------- | ------- | ------------------ | ---------------- | -------------------- |
| Чоловіки | 322     | 63                 | 219              | 40                   |
| Жінки    | 357     | 63                 | 189              | 105                  |
| Разом    | 679     | 126                | 408              | 145                  |